# John James Audubon
John James Audubon (Les Cayes, Saint-Domingue (actual Haití), 26 de abril de 1785 - Nueva York, 27 de enero de 1851) fue un ornitólogo, naturalista y pintor francés, nacionalizado estadounidense en 1812, considerado como el primer ornitólogo de América.

## Biografía
Audubon nació en la colonia francesa de Saint-Domingue (actual Haití) como Jean Rabin. Era hijo ilegítimo de Jean Audubon, un terrateniente y capitán de navío francés nacido en Bretaña y su amante, una camarera bretona de Les Touches llamada Jeanne Rabin. Su madre murió cuando él tenía pocos meses, al no superar una enfermedad tropical que padecía desde que llegó a la isla. Su padre tenía un número desconocido de hijos mestizos con algunas de sus esclavas, varios de ellos con su ama de llaves Catherine "Sanitte" Bouffard, descrita como "cuarterona" (un cuarterón es el hijo de un mulato y un blanco, por tanto con tres cuartas partes de ascendencia europea). Tras la muerte de Jeanne, el padre retomó su relación con Sanitte, y tuvieron una hija, llamada Muguet. Sanitte Boufard también se hizo cargo del pequeño Jean Rabin.
Audubon padre comandó navíos durante la Guerra de Independencia de los Estados Unidos y fue encarcelado en Gran Bretaña. Tras su liberación, ayudó en la causa estadounidense y debido a los disturbios de los esclavos en el Caribe, en 1789 vendió su plantación en Saint-Domingue y compró una granja de 280 acres a 20 millas de Filadelfia. El aumento de la tensión entre los colonos y los esclavos que los superaban en número en la isla, lo convenció de regresar a Francia, donde se convirtió en miembro de la Guardia Republicana. En 1788 dispuso que Jean y en 1791 Muguet, fueran traídos a Francia. Allí crecieron junto a su madrastra, Anne Moynet Audubon, la esposa francesa de Audubon con la que se había casado antes de su partida a Saint-Domingue. En 1794 adoptaron formalmente a ambos niños para legalizar su situación en Francia, y entonces les cambiaron los nombres a Jean Jacques Fouguère y Rose. Audubon afirmó que en su más temprana educación recibió clases de Jacques Louis David, un pintor posteriormente famoso en la Francia revolucionaria, pero esta afirmación se ha descartado posteriormente junto con otras "ficciones" de Audubon.

## Inmigración a Estados Unidos
En 1803, su padre le consiguió un pasaporte falso para viajar a los Estados Unidos y así evitar su llamamiento a filas en las Guerras Napoleónicas. Audubon contrajo fiebre amarilla al llegar a Nueva York. El capitán del barco le alojó en una pensión regentada por mujeres cuáqueras. Ellas cuidaron de Audubon hasta que se recuperó y le enseñaron inglés. Viajó con el abogado cuáquero de la familia a la granja familiar de Audubon en Pensilvania, Mill Grove. La granja de 284 acres (114,9 ha) está situada en el Perkiomen Creek a pocos kilómetros de Valley Forge. Jean-Jacques, de 18 años, se embarcó y cambió su nombre por el anglicismo John James Audubon. Jean Audubon y Claude Rozier organizaron una sociedad comercial para que sus hijos John James Audubon y Jean Ferdinand Rozier se dedicaran a la extracción de plomo en Pensilvania. La sociedad Audubon-Rozier se basó en la compra por parte de Claude Rozier de la mitad de la participación de Jean Audubon en una plantación en Haití, y en el préstamo de dinero a la sociedad como garantía de la mitad de los intereses en la minería del plomo en Mill Grove, propiedad de Audubon en Pensilvania.. Allí le enseñaron la variante cuáquera del idioma inglés. En ese año conoció y se comprometió con su vecina Lucy Bakewell, casándose en 1808.
Audubon supervisó la granja familiar cerca de Filadelfia, y comenzó el estudio de la naturaleza realizando los primeros anillamientos del continente americano. Audubon ataba hilos a las patas de ejemplares de Sayornis phoebe y determinó que volvían a los mismos lugares de anidamiento año tras año.
Después de años de negocios exitosos en Pensilvania y Kentucky, sufrió una bancarrota. Esto lo obligó a esforzarse más en sus estudios de la naturaleza y en la pintura, y navegó por el río Misisipi con su arma, sus pinturas y un asistente con la intención de encontrar y pintar todas las aves de América del Norte.
A su llegada a Nueva Orleans, Luisiana en la primavera de 1821 vivió durante un tiempo en el Barracks Street 706. Ese verano se mudó río arriba a la plantación Oakley en la Parroquia de West Feliciana para enseñar a pintar a Eliza Pirrie, la hija más joven de los propietarios, y allí pasó una gran parte de su tiempo paseando y pintando en los bosques. (La plantación, situada en 11788 Highway 965 entre Jackson, Luisiana y St. Francisville, Luisiana, es en la actualidad el Audubon State Historic Site y es posible hacer visitas guiadas).
Para dibujar o pintar las aves, Audubon tenía que dispararles primero, realizando un disparo fino para evitar hacerlas pedazos. Entonces usaba alambres para mantenerlas derechas y conseguir una postura natural. Además representaba a las aves de forma natural en su propio ambiente. Esto suponía un gran contraste con las rígidas representaciones de sus contemporáneos, como Alexander Wilson. Audubon una vez escribió: «Digo que hay pocas aves cuando mato menos de cien en un día». Uno de sus biógrafos, Duff Hart-Davis, revela, «cuanto más rara era el ave, con mayor impaciencia la perseguía Audubon, sin preocuparse aparentemente porque su muerte acercase un poco más a la especie a su extinción».

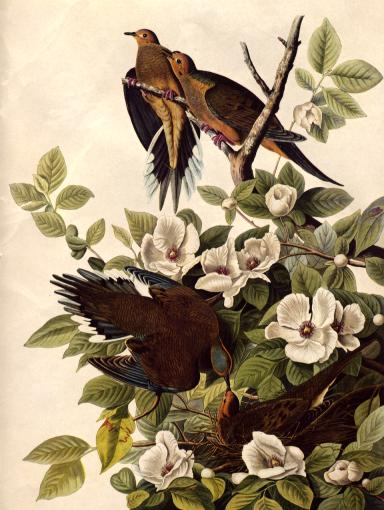
Paloma de Carolina, acuarela de J.J. Audubon).

Puesto que no disponía de ingresos, vivía de vender retratos bajo demanda, mientras que su mujer, Lucy, trabajaba como tutora para las familias ricas de las plantaciones. Audubon buscó un editor para su obra en Filadelfia pero fracasó en parte porque se había granjeado la enemistad de varios de los principales científicos de la ciudad en la Academia de Ciencias Naturales.
Finalmente, en 1826 embarcó junto con su portafolio hacia Londres. Los británicos nunca tenían suficientes imágenes de los bosques de EE. UU. y tuvo un éxito instantáneo. Fue apodado el "The American Woodsman" y consiguió suficiente dinero para publicar su The Birds of America. Esta obra consistía en láminas de tamaño natural grabadas y pintadas a mano. Incluso el rey Jorge IV se convirtió en un admirador de Audubon. Este fue nombrado miembro de la Royal Society. En esto siguió los pasos de Benjamin Franklin, que había sido el primer miembro americano.
Mientras se encontraba en Edimburgo para buscar suscripciones para su libro, dio una demostración de su método de usar alambres para mantener a las aves muertas en la Wernerian Natural History Association del profesor Robert Jameson. Uno de los alumnos en la audiencia era Charles Darwin. Durante esta estancia también visitó al anatomista Robert Knox (no mucho antes de que Knox se asociara con Burke y Hare).
Audubon acompañó su libro "Birds Of America" con Ornithological Biographies, que incluía información sobre cada especie. Este libro lo escribió junto con el ornitólogo escocés William MacGillivray. Tanto el libro de dibujos como las "biografías" fueron publicados entre 1827 y 1839.

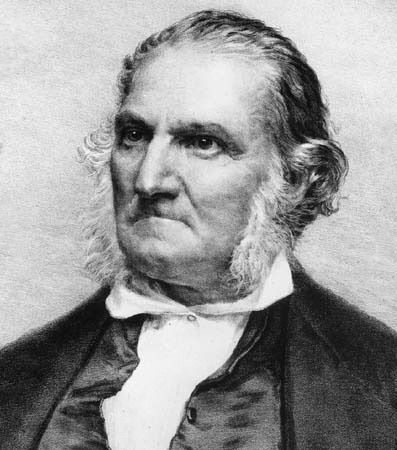
J. J. Audubon en sus últimos años.

Durante este tiempo, Audubon continuó haciendo expediciones a Norteamérica y compró una propiedad en el río Hudson, que ahora es el Audubon Park.
En 1842 publicó una versión popular de Birds of America en Estados Unidos. Su obra final trataba sobre los mamíferos, Viviparous Quadrupeds of North America. Ésta fue completada por su hijo y su hijastro.
Audubon abrió una tienda de comestibles en Louisville (Kentucky), vivió en Henderson (Kentucky) y fue testigo del terremoto de Nueva Madrid. Tuvo dos hijos: Victor Gifford (nacido el 12 de junio de 1809) y John Woodhouse (nacido el 30 de noviembre de 1812), y dos hijas: Lucy (1815-1817) y Rose (1819).
Audubon está enterrado en Trinity Churchyard entre la calle 155 y Broadway en Manhattan, Nueva York.

## Experimento de anillamiento con foebes orientales
En el volumen 2 de Biografía ornitológica (1834), Audubon contó una historia de su infancia, 30 años después de que supuestamente tuvieran lugar los hechos, que desde entonces le ha valido el calificativo de "primer anillador de aves de América". La historia ha sido expuesta desde entonces como probablemente apócrifa. En la primavera de 1804, según la historia, Audubon descubrió un nido del "Pewee Flycatcher", ahora conocido como el phoebe oriental (Sayornis phoebe), en una pequeña gruta en la propiedad de Mill Grove. Para determinar si los otros abubillas de la propiedad eran "descendientes de la misma estirpe", Audubon (1834:126) dijo que ató hilos de platas a las patas de cinco polluelos:
Saqué a toda la familia, y soplé la exuviae de las plumas del nido. Les até hilos ligeros a las patas, que se quitaban invariablemente con el pico o con la ayuda de los padres. Los renové, sin embargo, hasta que encontré a los pequeños habituados a ellos; y por último, cuando estaban a punto de abandonar el nido, fijé un hilo de plata ligero a la pata de cada uno, lo suficientemente flojo como para no dañar la parte, pero tan sujeto que ningún esfuerzo de ellos podría quitarlo.
También dijo que tenía "amplias pruebas después de que la cría de Pewees jóvenes, criados en la cueva, regresó la primavera siguiente, y se establecieron más arriba en el arroyo, y entre las letrinas de la vecindad ... Habiendo capturado varios de estos pájaros en el nido, tuvo el placer de encontrar que dos de ellos tenían el pequeño anillo en la pata. " Sin embargo, múltiples fuentes primarias independientes (incluidos dibujos originales y fechados de especies europeas) demuestran que Audubon se encontraba en Francia durante la primavera de 1805, y no en Pensilvania como afirmó posteriormente. Además, la afirmación de Audubon de haber vuelto a avistar 2 de cada 5 de los abubillas anillados cuando eran adultos (es decir, una tasa del 40% de filopatría natal) no ha sido replicada por estudios modernos con tamaños de muestra mucho mayores (por ejemplo, tasa del 1,6% entre 549 pollos anillados; y tasa del 1,3% entre 217 pollos anillados). Estos hechos ponen en duda la veracidad de la historia de Audubon.

## Inicio de los negocios
Audubon y Jean Ferdinand Rozier trasladaron su sociedad mercantil al oeste en varias etapas, terminando finalmente en Ste. Genevieve (Misuri), un antiguo asentamiento colonial francés al oeste del río Misisipi y al sur de St. Louis (Misuri) Enviando mercancías por delante, Audubon y Rozier abrieron un almacén general en Louisville (Kentucky), en el río Ohio; la ciudad tenía un mercado de esclavos cada vez más importante y era el puerto más importante entre Pittsburgh y Nueva Orleans. Pronto volvió a dibujar ejemplares de aves. Quemaba regularmente sus esfuerzos anteriores para forzar una mejora continua. También tomaba notas de campo detalladas para documentar sus dibujos.
Debido a las crecientes tensiones con los británicos, el presidente Jefferson ordenó un embargo sobre el comercio británico en 1808, lo que perjudicó el negocio comercial de Audubon. En 1810, Audubon trasladó su negocio más al oeste, a la zona menos competitiva de Henderson (Kentucky). Él y su pequeña familia ocuparon una cabaña de madera abandonada. En los campos y bosques, Audubon vestía ropas y mocasines típicos de la frontera, y llevaba "una cartuchera, un cuerno de búfalo lleno de pólvora, un cuchillo de carnicero y un tomahawk en el cinturón".
Con frecuencia recurría a la caza y a la pesca para alimentar a su familia, ya que el negocio iba lento. En un viaje de prospección por el río Ohio con un cargamento de mercancías, Audubon se unió a las partidas de caza de Shawnee y Osage, aprendió sus métodos, dibujó especímenes junto a la hoguera y, finalmente, se separaron "como hermanos". Audubon sentía un gran respeto por Los nativos americanos: "Siempre que me encuentro con indios, siento la grandeza de nuestro Creador en todo su esplendor, pues allí veo al hombre desnudo de su mano y, sin embargo, libre de penas adquiridas" Audubon también admiraba la destreza de los fusileros de Kentucky y de los "reguladores", ciudadanos agentes de la ley que crearon una especie de justicia en la frontera de Kentucky. En sus notas de viaje, afirma haberse encontrado con Daniel Boone.
La familia Audubon poseyó varios esclavos mientras él estuvo en Henderson, hasta que necesitaron dinero, momento en el que los vendieron. Audubon fue condenado contemporáneamente por el abolicionistas. Audubon despreciaba a los abolicionistas tanto en EE. UU. como en el Reino Unido.
Audubon y Rozier acordaron mutuamente poner fin a su asociación en Ste. Genevieve el 6 de abril de 1811. Audubon había decidido dedicarse a la ornitología y al arte y quería volver con Lucy y su hijo a Kentucky. Rozier acordó pagar a Audubon 3000 dólares (54936), 1000 en efectivo y el resto a plazos.
Los términos de la disolución de la sociedad incluyen los de Audubon:

Yo, John Audubon, de mutuo acuerdo con Ferdinand Rozier, he disuelto y cerrado para siempre la sociedad y empresa de Audubon y Rozier, y he recibido de dicho Ferdinand Rozier el pago y los pagarés por el importe total de mi parte de los bienes y deudas de la difunta empresa de Audubon y Rozier, Yo, el mencionado John Audubon, uno de los miembros de la empresa antes mencionada, por la presente renuncio para siempre a reclamar todo y cualquier interés que tenga o pueda tener en las existencias y deudas de la difunta empresa Audubon y Rozier, cedo y transfiero a dicho Ferdinand Rozier todos mis derechos, títulos, reclamaciones e intereses sobre los bienes, mercancías y deudas contraídas con la difunta firma de Audubon y Rozier, y por la presente le autorizo y faculto para que, por mi parte, cobre los mismos de cualquier manera, ya sea privadamente o mediante demanda o demandas judiciales o de equidad, declarándole único y absoluto propietario y legítimo propietario de todos los bienes, mercancías y deudas de esta firma antes mencionada, tan completamente como si fueran bienes y propiedad de la difunta firma Audubon y Rozier.
En fe de lo cual he puesto mi mano y sello en este sexto día de abril de 1811.
John Audubon

Ed D. DeVillamonte

Audubon estaba trabajando en Misuri y montando a caballo cuando se produjo el  terremoto Nueva< Madrid en 1811. Cuando Audubon llegó a su casa, se sintió aliviado al no encontrar daños importantes, pero la zona fue sacudida por réplicas durante meses. Se estima que el seísmo fue de 8,4 a 8,8 en la actual  escala de magnitud de momento de gravedad, más fuerte que el terremoto de San Francisco de 1906 que se estima en 7,8. Audubon escribe que, mientras montaba a caballo, creyó en un primer momento que el lejano estruendo era el sonido de un tornado,
pero el animal sabía mejor que yo lo que se avecinaba, y en lugar de ir más rápido, casi se detuvo tanto que observé que ponía un pie tras otro en el suelo con tanta precaución como si caminara sobre un trozo de hielo liso. Pensé que se había ido a pique de repente, y, hablándole, estaba a punto de desmontar y guiarlo, cuando de repente cayó gimiendo lastimeramente, colgó la cabeza, extendió las patas delanteras, como para salvarse de la caída, y se quedó inmóvil, sin dejar de gemir. Pensé que mi caballo estaba a punto de morir, y habría saltado de su lomo de haber transcurrido un minuto más; pero en ese instante todos los arbustos y árboles empezaron a moverse desde sus mismas raíces, el suelo subía y bajaba en surcos sucesivos, como el agua agitada de un lago, y me quedé perplejo en mis ideas, al descubrir con demasiada claridad que toda esta espantosa conmoción era el resultado de un terremoto. Nunca había presenciado nada semejante, aunque, como todo el mundo, conocía los terremotos por su descripción. Pero ¡qué es la descripción comparada con la realidad! Quién puede decir las sensaciones que experimenté cuando me encontré meciéndome, por así decirlo, sobre mi caballo, y con él moviéndome de un lado a otro como un niño en una cuna, con el peligro más inminente a mi alrededor.
Señaló que, a medida que el terremoto se retiraba, "el aire se llenó de un olor sulfuroso extremadamente desagradable".

## Honores
- Miembro electo de la Royal Society of Edinburgh
- Miembro electo de la Sociedad Linneana de Londres
- Miembro electo de la Royal Society
- Audubon Society: creada y llamada así en su honor en 1896

Varios pueblos y el condado de Audubon (en Iowa) también llevan su nombre.

## Algunas publicaciones

### Libros
- 1831–1839. Ornithological Biographies. Edimburgo
- 1840. The birds of America: from drawings made in the United States and their territories. Volumen 1 de The Birds of America. xviii + 261 pp.[22]
- ------------, John Bachman, John Woodhouse Audubon. 1846. The viviparous quadrupeds of North America, Volumen 1. xv + 341 pp.[23]

## Abreviatura (zoología)
La abreviatura Audubon  se emplea para indicar a John James Audubon como autoridad en la descripción y taxonomía en zoología.

- La abreviatura «Audubon» se emplea para indicar a John James Audubon como autoridad en la descripción y clasificación científica de los vegetales.[24]